# 森下岩楠
森下 岩楠（もりした いわくす、1852年2月19日（嘉永5年1月30日） - 1917年（大正6年）3月28日）は、明治期の官僚、教育者、実業家、ジャーナリスト。興信所長を務めた。

## 経歴

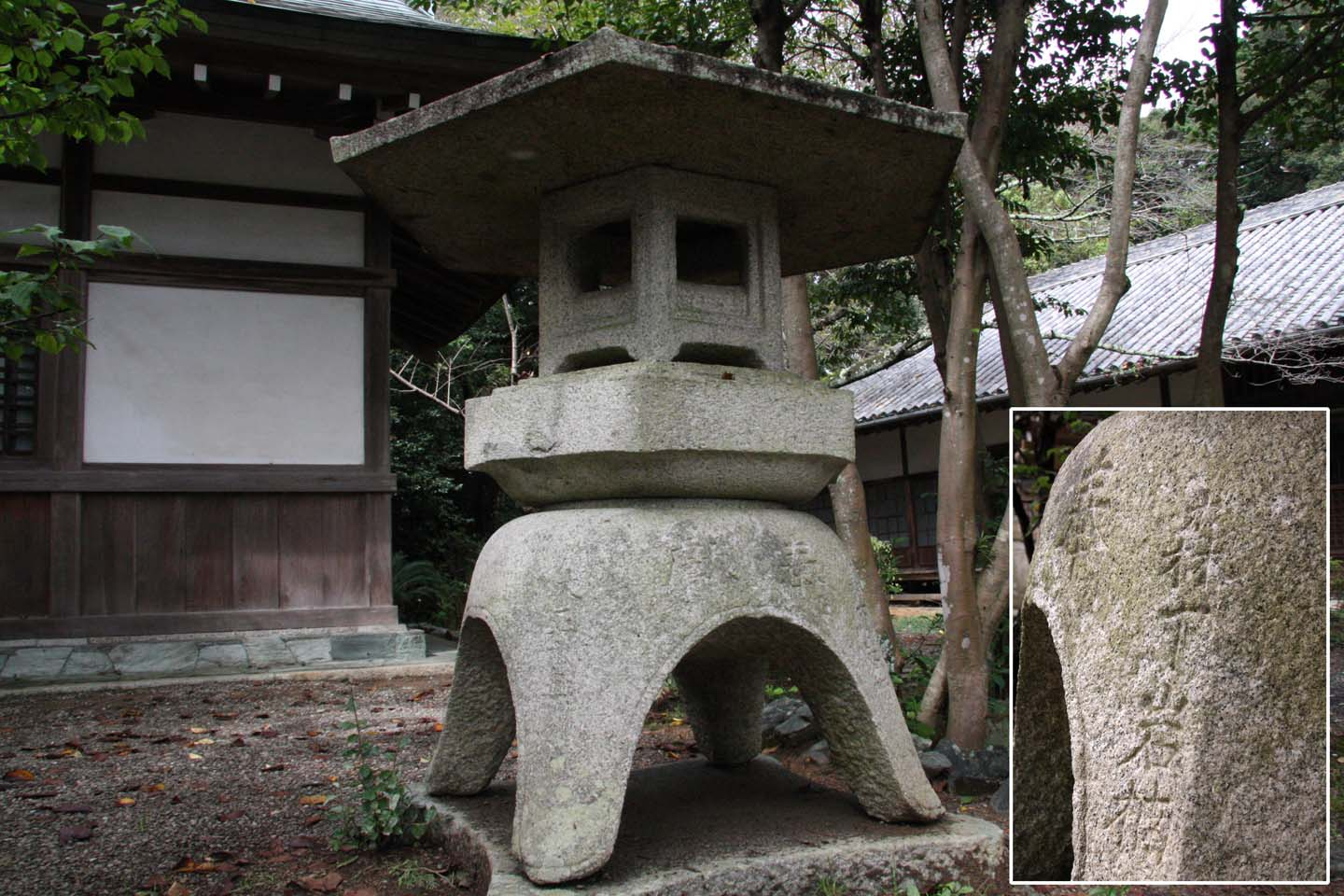
森下岩楠が伊太祁曽神社に奉納した石灯籠

紀州藩士長谷元之助の次男として生れ、1862年に、同藩士森下紋左衛門の養子となった。1869年に和歌山より上京、1870年2月6日に慶應義塾に入塾する。1873年頃に教員になったようであるが、この頃の義塾はお互いに教えあう形式を取っていたので、今日でいう教員とは形態が異なっており、詳細は不明である。また、同じ時期、1873年8月には『初学人身窮理』という本を共訳出版している。森下は最初期の三田演説会にかかわり、1874年9月26日から同年10月31日まで三田演説会書記に就任している。このころの書記は、交代で行っていたようである。1876年9月には慶応義塾塾長に就任し、一年余り後1877年12月に辞任している。
1878年、岩崎弥太郎と共に、三菱商業学校の創設に関与し、校長も務め、同僚の森島修太郎との共著は文部省教科書になるなどした。
大蔵省書記官となるが、明治十四年の政変で辞職。時事新報に入社。北海道庁の後援で帝国水産、中村道太の米国会社、帝国生命保険に勤める。1896年（明治29年）、渋沢栄一が設立した東京興信所の所長に就任。墓所は青山霊園。